# Северинівська сільська рада (Іванівський район)
Севери́нівська сільська́ ра́да — ліквідована адміністративно-територіальна одиниця та орган місцевого самоврядування в Іванівському районі Одеської області. Адміністративний центр — село Северинівка.

## Історія
У 1935 році Северинівська сільська Рада була передана зі складу Роздільнянського району до новоутвореного Янівського району. Сільська Рада була утворена у 1917 році. Спочатку входила до складу Ленінського району, потім, Янівського. Після ліквідації Іванівського району у 1962 році входила до складу Комінтернівського району. До складу сільської ради входили  такі населені пункти: Северинівка,Адамівка, Руська Слобідка. На території сільської ради існували такі заклади: 3 бібліотеки, 1 будинок культури,2 сільські клуби,1 фельдшерсько-акушерський пункт, 1 фельдшерський пункт, одна 11-річна школа,дві пошти , ветеринарна дільниця.   
Сільрада існувала 103 роки. Була ліквідована у грудні 2020 року. Секретарями сільської ради працювали: Ксель Зінаїда Вікторівна, Баглай Алла Петрівна, Ткаченко Віра Іванівна (2015-2020).Головами сільської ради працювали: Наливанний Микола Іванович (1990-1992),       
, Михайлов Григорій Миколайович (1992-1994), Худотеплий Віктор Ярославович (1994-1998), Славіхін Іван Іванович (1998-1999), Буров Володимир Костянтинович (1999-2006),Крохінов Микола Андрійович(2006-2010),   
Шурановский Анатолій Васильович(2010-2020).  

## Загальні відомості
Северинівська сільська рада утворена в 1917 році.
- Територія ради: 123,736 км²
- Населення ради: 1 720 осіб (станом на 2001 рік)

## Населені пункти
Сільській раді були підпорядковані три населені пункти:
- с. Северинівка
- с. Адамівка
- с. Руська Слобідка

## Населення
Згідно з переписом 1989 року населення сільської ради становило 1813 осіб, з яких 825 чоловіків та 988 жінок.
За переписом населення 2001 року в сільській раді мешкали 1664 особи.

### Мова
Розподіл населення за рідною мовою за даними перепису 2001 року:
| Мова       | Відсоток |
| ---------- | -------- |
| українська | 90,23 %  |
| російська  | 6,63 %   |
| молдовська | 2,44 %   |
| болгарська | 0,35 %   |
| єврейська  | 0,17 %   |
| білоруська | 0,06 %   |

## Склад ради
Рада складається з 16 депутатів та голови.
- Голова ради: Шурановський Анатолій Васильович

### Керівний склад попередніх скликань
| Прізвище, ім'я, по батькові      | Основні відомості                                                                       | Дата обрання | Дата звільнення |
| -------------------------------- | --------------------------------------------------------------------------------------- | ------------ | --------------- |
| Крохінов Микола Андрійович       | Сільський голова, 1965 року народження, член Народної партії                            | 26.03.2006   | 31.10.2010      |
| Шурановський Анатолій Васильович | Сільський голова, 1967 року народження, освіта середня спеціальна, член Партії регіонів | 31.10.2010   | 25.10.2020      |

Примітка: таблиця складена за даними сайту Верховної Ради України

### Депутати
За результатами місцевих виборів 2010 року депутатами ради стали:

#### За суб'єктами висування
| Суб'єкт висування                                       | Кількість обраних депутатів | %    |
| ------------------------------------------------------- | --------------------------- | ---- |
| Партія регіонів                                         | 8                           | 50   |
| Соціалістична партія України                            | 5                           | 31,3 |
| Народна партія                                          | 1                           | 6,3  |
| Політична партія Всеукраїнське об'єднання «Батьківщина» | 1                           | 6,3  |
| Самовисування                                           | 1                           | 6,3  |

#### За округами
| № округу                                                | Прізвище, ім'я, по батькові            | Дата визнання обраним | Освіта             | Партійна приналежність                        | Відомості про обраного депутата                        |
| ------------------------------------------------------- | -------------------------------------- | --------------------- | ------------------ | --------------------------------------------- | ------------------------------------------------------ |
| Народна Партія                                          |                                        |                       |                    |                                               |                                                        |
| 13                                                      | Гончарук Анатолій Семенович            | 03.11.2010            | середня            | член Народної партії                          | тимчасово не працює                                    |
| Партія регіонів                                         |                                        |                       |                    |                                               |                                                        |
| 2                                                       | Дихан Ольга Василівна                  | 03.11.2010            | середня спеціальна | член Партії регіонів                          | СТОВ «Зоря», завідувачка току                          |
| 3                                                       | Романова Наталя Вікторівна             | 03.11.2010            | середня спеціальна | член Партії регіонів                          | тимчасово не працює                                    |
| 4                                                       | Баглай Сергій Миколайович              | 03.11.2010            | середня            | член Партії регіонів                          | тимчасово не працює                                    |
| 6                                                       | Коровьонков Володимир Миколайович      | 03.11.2010            | вища               | член Партії регіонів                          | тимчасово не працює                                    |
| 7                                                       | Діброва Лариса Миколаївна              | 03.11.2010            | середня            | член Партії регіонів                          | тимчасово не працює                                    |
| 10                                                      | Васильчук Катерина Костянтинівна       | 03.11.2010            | середня            | член Партії регіонів                          | тимчасово не працює                                    |
| 11                                                      | Бурова Олена Іванівна                  | 03.11.2010            | вища               | член Партії регіонів                          | приватний підприємець                                  |
| 12                                                      | Коваленко Оксана Анатоліївна           | 03.11.2010            | вища               | член Партії регіонів                          | Северинівська загальноосвітня школа І-ІІІ ст., вчитель |
| Політична партія Всеукраїнське об'єднання «Батьківщина» |                                        |                       |                    |                                               |                                                        |
| 15                                                      | Козаченко Тетяна Валеріївна            | 03.11.2010            | середня            | член Всеукраїнського об'єднання «Батьківщина» | тимчасово не працює                                    |
| Соціалістична партія України                            |                                        |                       |                    |                                               |                                                        |
| 5                                                       | Врона Ганна Василівна                  | 03.11.2010            | середня            | член Соціалістичної партії України            | домогосподарка                                         |
| 8                                                       | Коровьйонков Олександр Вікторович      | 03.11.2010            | середня            | позапартійний                                 | служба охорони ПП «Наталка», контролер                 |
| 9                                                       | Баглай Алла Петрівна                   | 03.11.2010            | вища               | позапартійна                                  | Северинівська сільська рада, секретар виконкому        |
| 14                                                      | Копайгородський Валентин Володимирович | 03.11.2010            | вища               | позапартійний                                 | студент                                                |
| 16                                                      | Коваленко Валентина Миколаївна         | 03.11.2010            | вища               | позапартійна                                  | Северинівська загальноосвітня школа І-ІІІ ст., вчитель |
| Самовисування                                           |                                        |                       |                    |                                               |                                                        |
| 1                                                       | Ткаченко Віра Іванівна                 | 26.12.2011            | вища               | позапартійна                                  | домогосподарка                                         |